# Juan Fernán Pérez
Juan Fernán Pérez (Porcuna, Jaén; 8 de enero de 1888-Madrid; 17 de junio de 1963) fue un médico y periodista español.
Tras ejercer la medicina se dedicó a la divulgación científica y al periodismo, siendo el último director de La Ilustración Española y Americana y fundando la revista Salud. Fue miembro de la Real Academia de Medicina y secretario general de la Asociación de Escritores Médicos, así como corresponsal de varias publicaciones extranjeras de medicina y encargado de la sección de medicina de los diarios Domingo y Madrid.

## Obras
- Lo que se debe hacer y no hacer ante el enfermo
- El corazón en la historia y el arte
- Compendio de Anatomía topográfica y Obstetricia